# Marquesado de La Casta
El Marquesado de La Casta es un título nobiliario español creado el 12 de abril de 1627 por el rey Felipe IV a favor de Luis Pardo de La Casta y Vilanova, X señor de la villa y castillo de La Casta, en Aragón, quien fue creado en 1626, conde de Alacuás (primer y único conde), con extinción de este condado, al ser transformado a "Marquesado de La Casta".
Luis Pardo de La Casta y Vilanova era hijo de Juan Aznar Pardo de La Casta y de Aguilar-Martín de Torres, señor de la villa de Alacuás, y de su esposa Ángela Vilanova.
El quinto marqués de La Casta, Juan Antonio Pardo de La Casta y Palafox, recibió la G.E., por parte del Archiduque-pretendiente Carlos de Austria.
Su denominación hace referencia a la villa y castillo de La Casta , en Aragón
En 1915 este título fue rehabilitado por el rey Alfonso XIII, a favor de José Ignacio Sanchiz y de Arróspide.

## Marqueses de La Casta
|                                 | Titular                                                    | Periodo             |
| Creación Felipe IV              | Creación Felipe IV                                         | Creación Felipe IV  |
| ------------------------------- | ---------------------------------------------------------- | ------------------- |
| I                               | Luis Pardo de La Casta y Vilanova                          | 1627-               |
| II                              | Juan Pardo de La Casta y Cabanilles                        |                     |
| III                             | Baltasar Pardo de La Casta -Aguilar y Puixmarín            |                     |
| IV                              | Pedro José Pardo de La Casta y Palafox                     |                     |
| V                               | Juan Antonio Pardo de La Casta y Palafox                   |                     |
| VI                              | María Teresa Pardo de La Casta y Palafox                   |                     |
| VII                             | Francisca Javiera Fernández de Córdoba y Pardo de La casta | . -1722             |
| VIII                            | María Belén Fernández de Córdoba y Lante della Rovere      | 1722-1771           |
| IX                              | Giovanni Battista                                          |                     |
| X                               | Giuseppe Ignacio                                           |                     |
| Rehabilitación por Alfonso XIII |                                                            |                     |
| XI                              | José Ignacio Sanchiz y Arróspide                           | 1915-               |
| XII                             | Hipólito Sanchiz y Núñez-Robres                            | . -1983             |
| XIII                            | María del Carmen Sanchiz y Núñez-Robres                    | 1983-actual titular |

## Historia de los marqueses de La Casta
- Luis Pardo de La Casta y Vilanova, I marqués de La Casta, I conde de Alacúas,.

1. Casó con Catalina Cabanillas y Milán d'Aragón, Baronesa de Bolbaite. Le sucedió su hijo:

- Juan Pardo de La Casta y Cabanillas, II marqués de La Casta, II conde de Alacúas.

1. Casó con María de Puixmarín-Rocafull y Dávalos.
2. Casó con Elisa de Rocamora y Maza de Lizana.
3. Casó con María Eugenia de Boixadors y Pinós. Le sucedió, de su primer matrimonio, su hijo:

- Baltasar Pardo de La Casta-Aguilar y Puixmarín, III marqués de La Casta, conde de Alacúas, barón de Bolbaite.

1. Casó, en primeras nupcias, desconociéndose el nombre.
2. Casó con Ana Antonia de Palafox y Cardona, hija de Juan Francisco de Palafox y Blanes, III conde de Ariza y de María Felipa de Cardona, hija de Felipe Folch de Cardona , IV marqués de Guadalest. Le sucedió, de su segundo matrimonio, su hijo:

- Pedro José Pardo de La casta y Palafox, IV marqués de La Casta. Sin descendientes. Le sucedió su hermano:

- Juan Antonio Pardo de La Casta y Palafox, V marqués de La Casta.

1. Casó con Ana María Boixadors y de Pinós. Sin descendientes. Le sucedió su hermana:

- María Teresa Pardo de La Casta y Palafox, VI marquesa de La Casta.

1. Casó con José Antonio de Córdoba Garcés de Heredia Carrillo y Mendoza, XV conde de Priego, II marqués de Moratalla. Le sucedió su hija:

- Francisca Javiera Fernández de Córdoba y Pardo de La Casta ( antes Fernández de Córdoba Carrillo y Mendoza) (1690-1722), VII marquesa de La Casta, XVI condesa de Priego, condesa de Alacús, baronesa de Bolbaite.

1. Casó con Alessandro Lante Montefelto della Rovere (alias Alejandro Fernández de Córdoba y Lante, en virtud de las estipulaciones matrimoniales), I duque de Santo Gemini. Le sucedió su hija:

- María Belén Fernández de Córdoba y Lante della Rovere (1722-1771), VIII marquesa de La Casta, XVII condesa de Priego, III marquesa de Moratalla, condesa de Alacúas, baronesa de Bolbaite.

1. Casó con su primo hermano Jean-Juste, prince de Croy d'Havré. Sin descendientes. Le sucedió:

- Giovanni Battista, IX marqués de La Casta, XII marchesse Manfredi. Le sucedió:

- Giuseppe Ignacio, X marqués de La Casta. Le sucedió:

- José Ignacio Sanchiz y Arróspide (1903-1979), XI marqués de La Casta, XV marqués del Vasto, IV marqués de Valderas, IV conde de Piedrabuena. Sin descendientes. Le sucedió, de su hermano Hipólito Sanchiz y Arróspide IV conde de Valdemar de Bracamonte, que casó con Pilar Núñez-Robres y Rodríguez de Valcárcel, el hijo de ambos, por tanto su sobrino:

- Hipólito Sanchiz y Núñez-Robres (1932-2000), XII marqués de La Casta, XVI marqués del Vasto, V marqués de Valderas, grande de España, V conde de Valdemar de Bracamonte.

1. Casó con Soledad Álvarez de Toledo y Gross. Cedió el título a su hermana:

- María del Carmen Sanchiz y Núñez-Robres, Arrospide y Rodríguez de Valcárcel, XIII marquesa de La Casta.

Casada en únicas nupcias en 1960 con  Luis Ruspoli Morenés, VII marqués de Boadilla del Monte. Con sucesión.